# Teatro Sociale (Como)
Il Teatro Sociale di Como è il teatro d'opera di Como. Ospitò Niccolò Paganini, Franz Liszt e Giuditta Pasta. È affiliato all'associazione AsLiCo, Associazione Lirica e Concertistica, come pure Opera Education.

## Storia

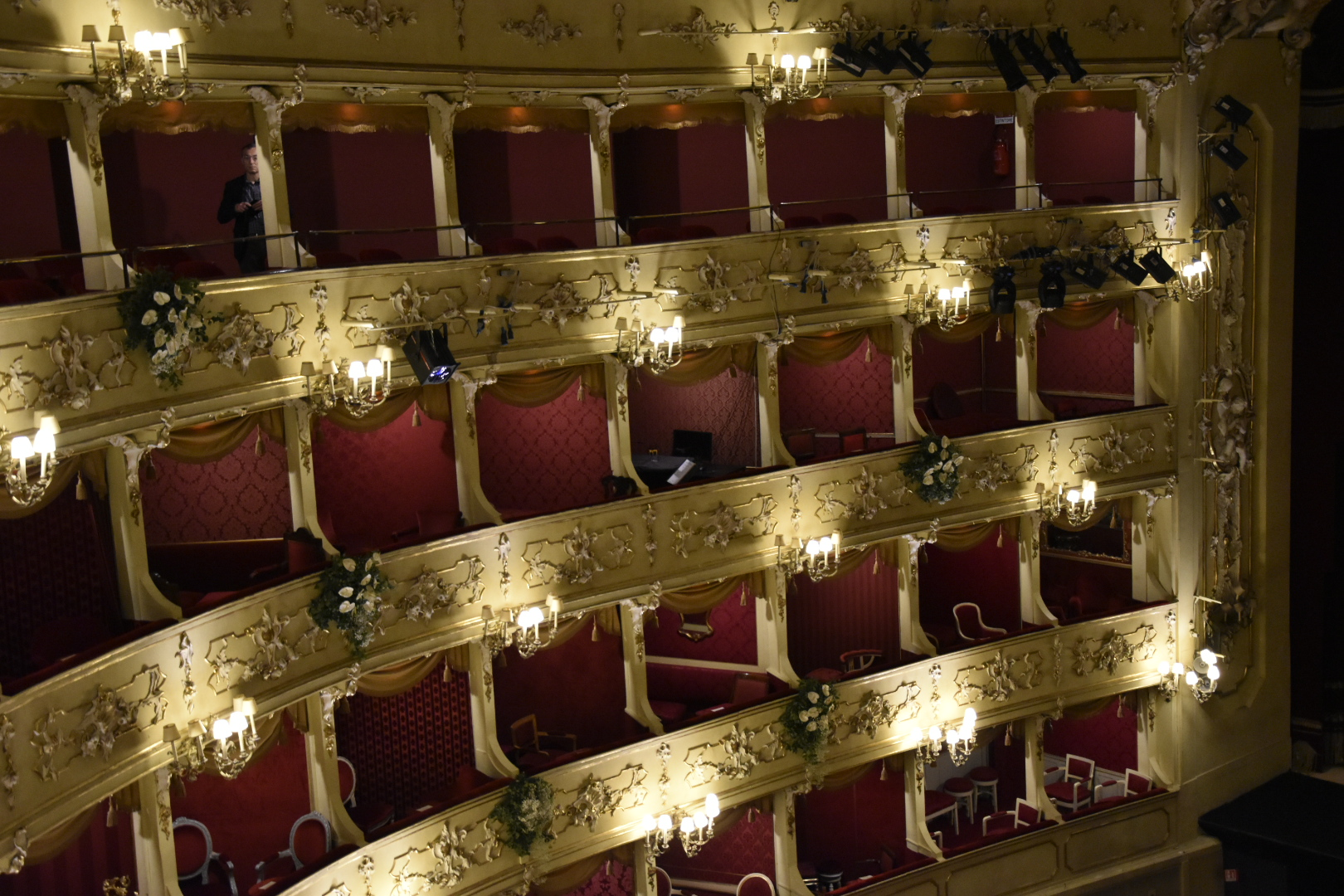
Scorcio sugli ordini di palchi

### XIX secolo
Il teatro venne edificato a partire dal 1811 in luogo del Castello della Torre Rotonda, per volontà della Società dei Palchettisti del Teatro di Como costituita dal podestà di Como Gian Pietro Porro. Progettato dell'architetto Giuseppe Cusi, il teatro fu inaugurato il 28 agosto 1813 con la rappresentazione di "Adriano in Siria".
Per l'inaugurazione, Alessandro Sanquirico realizzò - nel 1812 - un grande sipario, raffigurante la morte del comasco Plinio il Vecchio a Pompei durante l'eruzione del Vesuvio del 79 d.C.; restaurato nel 2008–09 il sipario è stato esposto a Torino in occasione delle celebrazioni per i 150 anni dell'unità nazionale.
Al momento dell'inaugurazione, le facciate del teatro non erano ancora state ultimate: se quella sul lato settentrionale era ancora puntellata, i lavori a quella sul fronte meridionale erano fortemente rallentati a causa sia di problemi statici sia di contenziosi con la proprietà, per cui in un primo tempo intervenne l'architetto Zanoja, rettore della Accademia di Brera (la principale scuola di architettura dell'allora Regno italico, poi fu incaricato Luigi Canonica, il massimo costruttore di teatri dell'epoca. Canonica, che già nel 1812 era stato incaricato di proseguire la realizzazione del progetto di Cusi, alla fine portò a termine la facciata settentrionale (1819) e, dopo averla riprogettata, anche quella meridionale (1819–1821).
Nel corso del XIX secolo, il teatro subì periodici interventi di restauro, tra i quali si ricordano:
- la cancellazione dei simboli napoleonici eseguita nel 1814;[15]
- gli interventi del 1838, eseguiti in occasione della visita dell'imperatore Ferdinando I d'Austria;
- gli ampliamenti del 1855, ad opera dell'ingegner Leopoldo Rospini,[16] che ricavò la V galleria, alzando di un piano la sala, e arretrando il palcoscenico così come è visibile oggi;
- i lavori operati dall'Ingegner Eugenio Linati nel 1899 in occasione delle celebrazioni per il centenario della pila di Alessandro Volta che portarono all'elettrificazione della struttura[17].

Gli interventi del 1855 coinvolsero anche la volta del teatro, sulla quale era originariamente raffigurata l'incoronazione del poeta Vittorio Alfieri, circondato da baccanti, candelabri e festoni; questo dipinto, attribuito ad Alessandro Fiori, nel 1855 venne sostituito da una raffigurazione delle Muse incoronatrici, pittura eseguita da Eleuterio Pagliano su progetto di Gaetano Spelluzzi. A quest'ultimo si deve anche il disegno dell'imponente lampadario che illumina la sala principale del teatro. Quattro anni prima era stata aperta al pubblico l'arena, realizzata secondo i piani del Cusi alle spalle della facciata meridionale. In quel tempo, l'arena era caratterizzata dalla presenza di gradinate disposte a ferro di cavallo, circondate da vegetazione e da un monumento.

### XX e XXI secolo
Ulteriori interventi seguirono nel corso del Novecento. 
Agli inizi del secolo, alcuni lavori permisero all'arena di essere utilizzata come cinema all'aperto.

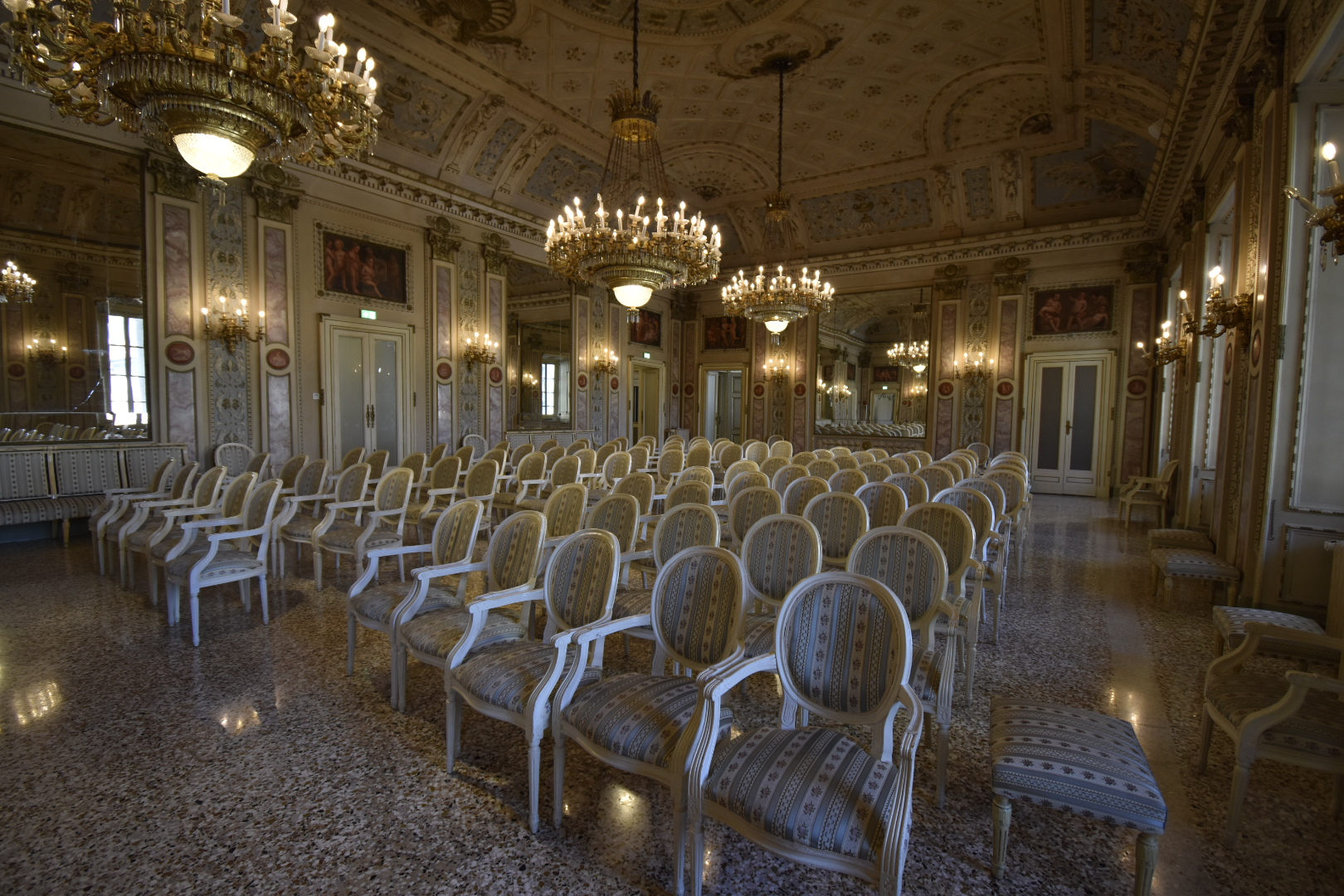
La Sala Bianca.

All'interno del vasto ridotto dell'edificio, dove ha anche sede la Società del Casino 1821, nel 1904–05 si ristrutturò la sala principale, la quale venne parzialmente rinnovata dallo scultore e pittore lombardo Ludovico Pogliaghi in collaborazione con l'architetto comasco Federico Frigerio. A quest'ultimo si deve la decisione di ridipingere tutte le pareti della sala di bianco, motivo per cui la stanza è comunemente nota come 'Sala Bianca'.
All'esterno, i primi interventi, commissionati ad artisti della famiglia bleviana degli Artaria, interessarono la lira fino ad allora dipinta nel frontone della facciata settentrionale, raffigurazione che venne trasformata in una decorazione a stucco.
Tra il 1909 e il 1913 fu la volta degli interni, con la trasformazione della IV fila di palchi in un'unica galleria.
Successivamente, si procedette anche alla decorazione della cosiddetta 'Sala Zodiaco', una stanza del ridotto che si arricchì di alcuni dipinti eseguiti nel 1911 da Gersan Turri sul modello degli affreschi presenti nell'omonima stanza del Palazzo Vertemate-Franchi di Piuro. 
Alla fine degli anni trenta, un progetto razionalista dell'ingegner Carlo Ponci comportò la copertura della facciata meridionale da una grande torre scenica, affacciata su una nuova gradinata all'aperto che andò a soppiantare le gradinate già esistenti. Nel 1939 la gestione dell'arena fu affidata all'Azienda autonoma di Soggiorno e Turismo di Como, ente che fino al 1948 si occupò autonomamente dell'organizzazione di eventi in loco.

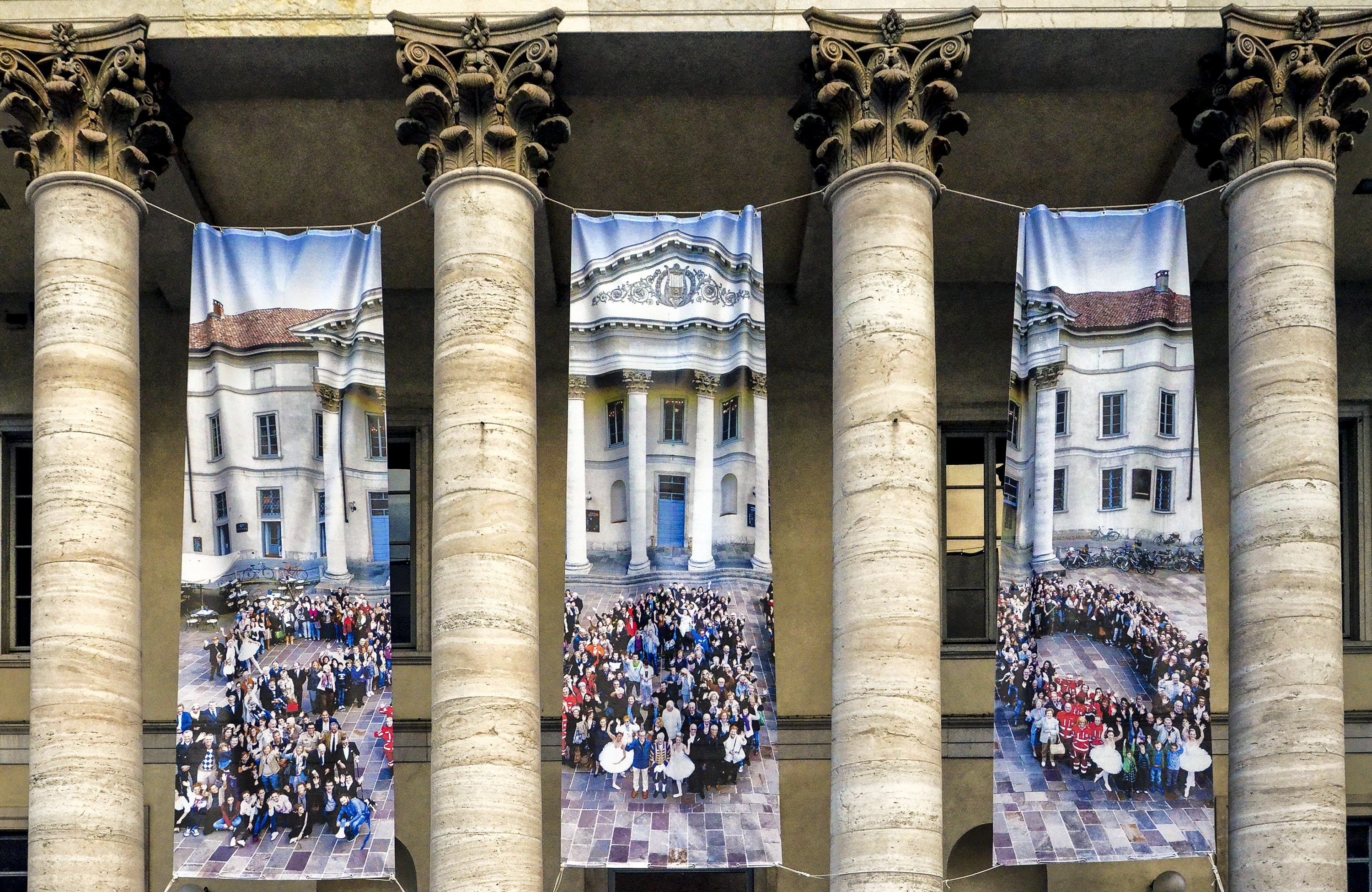
Banner celebrativi in occasione del bicentenario dell'inaugurazione del teatro

Dopo che i bombardamenti del 1943 danneggiarono gravemente il Teatro alla Scala di Milano, questo si trasferì al Sociale per la stagione lirica 1943-44.
Nel settimo decennio del Novecento, l'arena fu riconvertita in un parcheggio.
Nel 1975 venne restaurata la 'Sala Bianca', caratterizzata dalla presenza di grandi specchi e lampadari.
Negli anni 1984–88 il teatro venne adeguato normativamente a spese della Società dei Palchettisti. A partire dal 2002, la stessa società assegnò definitivamente la gestione del teatro all'associazione AsLiCo. Tra il 2004 e il 2006, la Società dei Palchettisti, con l'aiuto delle istituzioni pubbliche, fece eseguire un ulteriore restauro del teatro; nel 2010 venne demolita la torre scenica affacciata sulla retrostante arena, dove nell'estate 2013 fu celebrato il bicentenario del teatro. In vista dei festeggiamenti, l'area dell'arena fu soggetta a un intervento finalizzato a renderla fruibile non solo come parcheggio ma anche come spazio per spettacoli all'aperto.
Nel 2011 fu usato come location del videoclip musicale di Chi se ne frega della musica dal rapper pugliese Caparezza.
Nel 2015 iniziarono ulteriori lavori di adeguamento normativo, fino a quando nel 2018-19 con un nuovo progetto ed a seguito del sopralluogo effettuato dalla Commissione di Vigilanza per il Pubblico spettacolo il 26 febbraio 2019 la struttura ottenne il Certificato di Prevenzione Incendi e l'Agibilità.